# Сад кісток
«Сад кісток» — роман 2007 року китайсько-американської письменниці Тесс Ґеррітсен. Цей твір є частиною серії про детективку Джейн Ріццолі та судово-медичну експертку Мауру Айлз.
Центральне місце в сюжеті займає стан пологових відділень того часу: лікарі часто переходили із зони розтину в палати до вагітних та породіль, не одягнувши рукавиці (не говорячи вже про антисептики, які пізніше запропонував Голмс). Це критично підвищувало материнської смертності, навіть порівнюючи з пологами під наглядом акушерки чи без нагляду взагалі.

## Сюжет
Сюжет заглиблюється в минуле Бостона 1830 року, з Маурою Айлз, що грає епізодичну роль у сучасному Бостоні. Працюючи в саду свого сільського будинку в Массачусетсі, нещодавно розлучена 38-річна Джулія Гемілл знаходить жіночий череп, похований у кам’янистому ґрунті. Вона звертається до судово-медичної експертки Маура Айлз, яка виявляє на черепі сліди вбивства, але не може дослідити більше через його вік.
У Бостоні 1830 року Норріс Маршалл, талановитий, але бідний студент Бостонського медичного коледжу, намагається сплатити навчання, займаючись крадіжкою тіл з кладовищ для продажу на чорному ринку. Коли двох медсестер і шанованого лікаря знаходять убитими, Норріса вважають головним підозрюваним, оскільки він бачив убивцю на місці другого вбивства.
Норріс, намагаючись виправдати свої дії, вирішує знайти єдиного свідка, якого він випадково побачив на місці злочину. Це 17-річна ірландська іммігрантка, швачка Роуз Конноллі, яка боїться стати наступною жертвою. Особливо цей страх підсилює опікунство над новонародженою племінницею Меггі. Роуз, Норріс та його однокласник Олівер Венделл Голмс прочісують місто — від похмурих кладовищ і кімнат для розтину до блискучих особняків і центрів влади — щоб знайти вбивцю.
Джулія та 89-річний Генрі Пейдж, нащадок однієї з перших жінок-лікарок Бостона, Маргарет Тейт Пейдж (доросла Меггі), переглядають листи, які Голмс написав доктору Пейджу про цю справу. Вони намагаються дізнатися більше про вбивства та зібрати факти. Думки про те, чи була Роуз жертвою, не полишають Джулію. Проте, в кінці книги, в листі Голмса до доктора Пейджа, з'ясовується, що тітка Роуз таки вижила і залишилася неодруженою до кінця життя.

## Дійові особи

#### Сьогодення
- Джулія Гемілл — 38-річна жінка, нещодавно розлучена
- Вікі — сестра Джулії
- Том Пейдж — сусід Джулії, лікар, племінник Гільди
- Генрі Пейдж — двоюрідний брат Гільди
- Річард — колишній чоловік Джулії
- Маура Айлз — медична експертка
- Доктор Петра — судовий антрополог
- Гільда Чемблетт — колишня власниця будинку, померла
- доктор Джарвіс — лікар
- місіс Заккарді — директорка Атенеуму

#### 1830 рік Бостон
- Роуз Конноллі —17-річна дівчина, емігрантка, ірландська швачка
- Аурнія Тейт — старша сестра Роуз
- Маргарет Пейдж Тейт — дочка Аурнії
- Ебен Тейт — чоловік Аурнії
- Норріс Маршалл — студент-медик
- Міс Мері Робінсон — медсестра
- Міс Аґнес Пул — медсестра
- Доктор Натаніель Беррі — лікар
- Доктор Ерастус Сʼювол — хірург
- Доктор Честер Крауч — викладач у медичному коледжі
- Професор Альдус Гренвілл — викладач у медичному коледжі
- Едвард Кінгстон — студент-медик
- Олівер Венделл Голмс — студент-медик
- Чарльз Лекевей — студент-медик
- Елайза Лекевей — сестра професора Гренвілла, мати Чарльза
- Фанні Бʼюрк — барвумен
- Джен Бʼюрк — викрадач трупів, чоловік Фанні
- Містер Претт — з бостонської Нічної варти
- Констебль Лайонз — з бостонської нічної варти
- Тупий Біллі Пігготт — підліток-безхатько
- Містер Стерлі — бармен
- Міс Кебот — медсестра
- доктор Голловей з Бельмонта
- Софія — мати Hoppica
- Ебійгел — дружина професора Гренвілла, подруга Софії, померла
- Ісаак Маршалл — батько Hoppica
- містер Смірбат - кравець
- Конн — хлопчик
- Гепзіба — годувальниця
- старий Клері — хворий на туберкульоз
- міс Лідія Рассел — замовниця сукні
- містер Портеус — власник кімнат, де жила Роуз
- Ґарет Вілсон — адвокат
- Гвендолін та Кітті Веллівер — дочки лікаря Веллівера
- преподобний Віліам Ченнінг
- місис Фьорбуш — економка професора Гренвілла
- Вільям Ллойд Гаррісон — аболіціоніст
- Езра Гатчінсон — фермер
- Геппі Комфорт — фермерка
- пані Гуд — аболіціоністка

## Відгуки та рецензії
Роман "Сад кісток" отримав широке визнання критики та читачів, ставши бестселером та започаткувавши популярну серію про детективку Джейн Ріццолі та медичну експертку Мауру Айлз. Відгуки на роман переважно позитивні, відзначаючи захопливий сюжет, реалістичне зображення роботи правоохоронних органів та медичної експертизи, а також глибоке дослідження психології дійових осіб. Однак деякі критики звертають увагу на жорстокість деяких сцен та певну передбачуваність сюжетних поворотів.